# Saranac Lake
Saranac Lake és una població dels Estats Units a l'estat de Nova York. Segons el cens del 2000 tenia 5.041 habitants.

## Demografia
Segons el cens del 2000, Saranac Lake tenia 5.041 habitants, 2.369 habitatges, i 1.182 famílies. La densitat de població era de 700,1 habitants per km².
Dels 2.369 habitatges en un 25,4% hi vivien nens de menys de 18 anys, en un 35,2% hi vivien parelles casades, en un 10,3% dones solteres, i en un 50,1% no eren unitats familiars. En el 40,7% dels habitatges hi vivien persones soles el 14,7% de les quals corresponia a persones de 65 anys o més que vivien soles. El nombre mitjà de persones vivint en cada habitatge era de 2,09 i el nombre mitjà de persones que vivien en cada família era de 2,88.
Per edats la població es repartia de la següent manera: un 22,2% tenia menys de 18 anys, un 11,4% entre 18 i 24, un 28,3% entre 25 i 44, un 23,1% de 45 a 60 i un 15% 65 anys o més.
L'edat mediana era de 38 anys. Per cada 100 dones de 18 o més anys hi havia 90,8 homes.
La renda mediana per habitatge era de 29.754 $ i la renda mediana per família de 42.153 $. Els homes tenien una renda mediana de 32.188 $ mentre que les dones 24.759 $. La renda per capita de la població era de 17.590 $. Entorn del 8,5% de les famílies i el 13,8% de la població estaven per davall del llindar de pobresa.